# ام‌تی وکتور
ام تی وکتور (به انگلیسی: MT Vector) یک کشتی به طول ۵۱٫۷ متر (۱۷۰ فوت) بود که در سال ۱۹۸۰ در فیلیپین ساخته شد و در تاریخ ۲۰ دسامبر ۱۹۸۷ معادل ۲۹ آذر ۱۳۶۶ پس از برخورد با یک کشتی مسافربری به نام ام وی دنیا پاس (به انگلیسی: MV Doña Paz) دچار آتش سوزی شد و به قعر دریا فرو رفت.